# Aleksandria Krzywowolska
Aleksandria Krzywowolska is een plaats in het Poolse district  Chełmski, woiwodschap Lublin. De plaats maakt deel uit van de gemeente Rejowiec en telt 140 inwoners.